# 1804 en Italie
Chronologie de l'Italie
- 1800
- 1801
- 1802
- 1803
- 1804
- 1805
- 1806
- 1807
- 1808

## Événements
- 28 mai : la Consulte de Milan vote la transformation de la République italienne en royaume héréditaire au profit de Napoléon Ier et de ses descendants[1].

## Culture
- 10 septembre : Zamori, ossia l'Eroe delle Indie (en français, Zamori, ou le héros des Indes, opéra (dramma serio) de Giovanni Simone Mayr, livret de Luigi Prividali, créé au Teatro Nuovo de Plaisance

## Naissance en 1804
- 20 mars : Salvatore Lo Forte, peintre. († 11 janvier 1885)
- 25 mai : Pier Dionigi Pinelli, homme politique italien, député, président de la chambre des députés du royaume de Sardaigne et ministre de l’Intérieur sous Victor-Emmanuel II. († 23 avril 1852)
- 29 septembre : Giovanni Carnovali, peintre. († 5 juillet 1873).
- 4 octobre : Raffaele Conforti, patriote et homme politique, ministre de la Justice du royaume d'Italie à deux reprises. († 3 août 1880)
- 17 novembre : Alfonso Ferrero, marquis de La Marmora, général et homme d'État, qui fut l'un des principaux acteurs du Risorgimento. († 5 janvier 1878)

## Décès en 1804
- 14 janvier : Pietro Antonio Novelli, dessinateur, illustrateur, écrivain, poète, graveur et peintre. (° 7 septembre 1729).
- 3 mars : Giandomenico Tiepolo, peintre. (° 30 août 1727).
- 4 novembre :  Nicola Peccheneda, peintre. (° 1725).

- Giovanni Campovecchio, peintre. (° 1754).
- Luigi Campovecchio, peintre. (° 1740).